# Investor

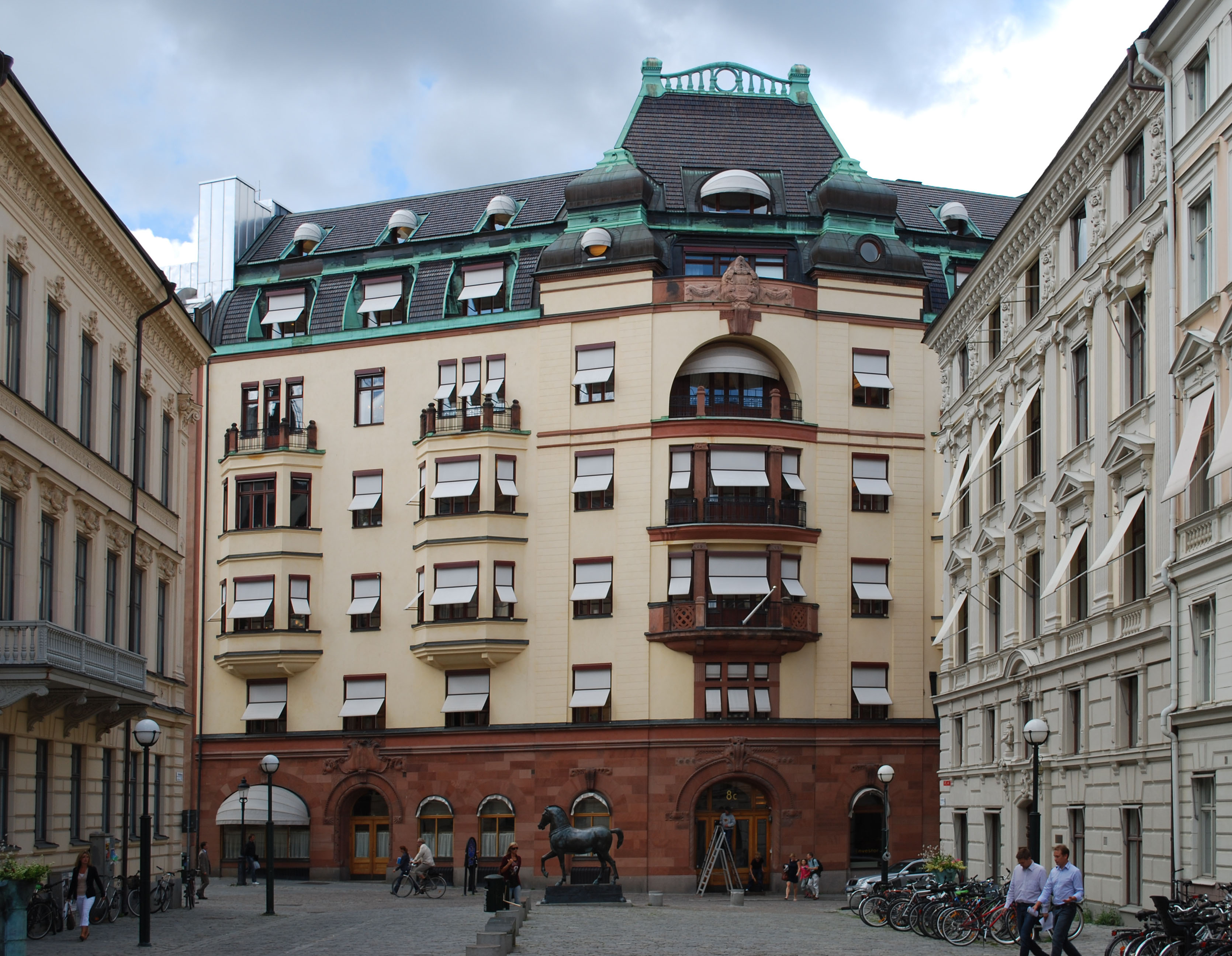
Hoofdkantoor van Investor.

Investor AB is een Zweedse investeringsmaatschappij. Investor werd opgericht door de invloedrijke Zweedse familie Wallenberg. Jacob Wallenberg heeft de functie van voorzitter.

## Geschiedenis
Investor is in 1916 opgericht door de familie als investeringsmaatschappij van de door Oscar Wallenberg opgerichte Stockholms Enskilda Bank. In dat jaar werd de wetgeving in Zweden zodanig veranderd dat banken geen aandelen voor een langere periode meer mochten bezitten in industriële bedrijven. Vanaf het begin had Investor aandelenbelangen in Skandinaviska Enskilda Banken en Atlas Diesel (het latere Atlas Copco). Honderd jaar later heeft Investor nog altijd aanzienlijke belangen in deze twee bedrijven. In 1924 kocht Investor Astra (nu AstraZeneca voor een (1) Zweedse kroon.
Investor is geen passieve investeerder. In 1996 nam Investor afscheid van een aandelenbelang van 55% in vrachtwagenfabrikant Scania, dat bedrijf kreeg een eigen beursnotering. Drie jaar later bereikte Investor overeenstemming met Volvo die het resterende belang in Scania zou overnemen. De Europese Commissie blokkeerde deze transactie en een jaar later werd het hele belang in Scania verkocht aan Volkswagen AG.
De aandelen van Investor zijn vanaf 1919 beursgenoteerd. Er zijn twee aandelenklassen, de A-aandelen hebben een (1) stemrecht per aandeel en de B-aandelen een tiende (1/10) stemrecht. Er staan meer B-aandelen uit dan A-aandelen. De grootste aandeelhouder is de Knut and Alice Wallenberg Foundation met 20% van de aandelen en 43% van het stemrecht.

## Investeringen / Beleggingen
Investor investeert vooral in beursgenoteerde bedrijven. Per eind 2022 hadden deze beleggingen een waarde van SEK 475 miljard. Verder belegt Investor via Patricia Holdings, die belangen heeft in diverse niet-beursgenoteerde bedrijven, waarvan het belang in Mölnlycke veruit de meeste waarde vertegenwoordigd. Tot slot heeft het een belang in EQT, een investeerder die participeert door middel van diverse financiële instrumenten. EQT werd in 1974 opgericht en Investor was een mede-oprichter. In deze laatste twee onderdelen was de waarde van Investors belang SEK 138 miljard en SEK 70 miljard respectievelijk per jaarultimo 2022. Investor heeft nauwelijks schulden.
In de onderstaande tabel staan de grootste belangen die Investor heeft per 31 december 2022. Tussen haakjes het stemrecht als deze afwijkt van het economisch belang in de bedrijven. In de totale waarde van de portefeuille van Investor was Atlas Copco het grootste bezit met een aandeel van 15%, gevolgd door ABB (12%) en AstraZeneca (11%).
- Atlas Copco - 17,0% (stemrecht: 22,3%)
- Asea Brown Boveri (ABB) - 13,5%
- AstraZeneca - 3,3%
- Skandinaviska Enskilda Banken (SEB) - 20,9 (21,0%)
- Epiroc - 17,1 (22,7%)
- NASDAQ, Inc. - 11,8%
- Sobi - 34,7%
- Saab - 30,2% (39,7%)
- Ericsson - 8,0% (stemrecht: 23,8%)
- Wärtsilä - 17,7%
- Electrolux - 19,9% (stemrecht: 30,4%)